# Цикло-тетрафосфат аммония
Цикло-тетрафосфат аммония — соль аммония и цикло-тетрафосфорной кислоты с формулой (NH4)4P4O12.

## Получение
- Действие раствора аммиака на раствор цикло-тетрафосфорной кислоты:

{\displaystyle {\mathsf {4NH_{3}+H_{4}P_{4}O_{12}\ {\xrightarrow {}}\ (NH_{4})_{4}P_{4}O_{12}}}}
- Разложение при осторожном нагревании дигидроортофосфата аммония:

{\displaystyle {\mathsf {4NH_{3}H_{2}PO_{4}\ {\xrightarrow {}}\ (NH_{4})_{4}P_{4}O_{12}+2H_{2}O}}}

## Физические свойства
Цикло-тетрафосфат аммония образует бесцветные кристаллы ромбической сингонии, пространственная группа B bam, параметры ячейки a = 1,082 нм, b = 1,278 нм, c = 1,042 нм, Z = 4.
Растворяется в воде.